# Christian Gálvez (músico)
Christian Gálvez (Santiago; 16 de marzo de 1977) es un bajista, contrabajista, compositor y productor chileno que se ha desarrollado principalmente en el jazz, y la fusión. Desarrolló las técnicas de "Chord Melody" y "auto acompañamiento", gracias a su bajo de seis cuerdas que le permite alcanzar registros agudos ayudado por efectos tales como el octavador y la distorsión. De esta forma logra emular a la guitarra eléctrica y cumplir la función de bajo y guitarra de forma simultánea.
Fundó el sello discográfico Pez Records con el cual ha editado la mayoría de sus 18 álbumes y ha sido director musical de artistas como Joe Vasconcellos, y sesionista de Myriam Hernández, Palmenia Pizarro, Zalo Reyes y un largo etcétera.
En su trabajo The Art Of Chormelody reunió a varias figuras del jazz mundial tales como los bajistas Ron Carter, Eddie Gomez, John Patitucci, Dave Young y Pat O'Leary, y los sudamericanos Pablo Menares y Jorge Roeder.

## Carrera

### Inicios como virtuoso del bajo
Desde el año 1997 participa de los encuentros internacionales de jazz de la Radio Classica donde participó en las bandas soportes para Ivan Lins, Leny Andrade, Luis Salinas, Carlos Lyra, Miucha Buarque, entre muchos otros. En 1998 graba el disco debut del grupo de jazz Los Titulares, liderado por Pancho Molina junto a grandes del jazz chileno. Ese mismo año fue convocado por el saxofonista Ignacio González para tocar en el primer proyecto acid jazz de Chile, Cyberjazz, y grabar Corazón mix. Desde su aparición en el Club de Jazz a mediados de los '90, puso sus profundas líneas y velocísimos solos en los tríos de Ricardo Arancibia y Marinho Boffa, las bandas de Rossana Saavedra y Ammy Amorette, el grupo Supertrío en versión eléctrica, el quinteto de Panchito Cabrera y el power trío de Nicolás Vera, además de acompañar cuanta jam fuera programada.
Como líder alternó sus tríos y quintetos. En ambos formatos tuvo secciones rítmicas de fusión con los inseparables Lautaro Quevedo (teclados) y su hermano Rodrigo Gálvez (batería). Debutó con el eléctrico Christian Gálvez (2000) y siguió con el acústico Cero (2002). Pero tras fundar el sello Pez Records y de convertirse en director musical de Joe Vasconcellos y Zeca Barreto grabó uno de los discos que mejor describieron. Desde el título, la autosuficiencia y versatilidad de Christian Gálvez como músico indisoluble quedó expuesta en Dinámica solista (2004). El año 2000 Recibe el Premio Altazor en la categoría Mejor ejecutante. El año 2004 es nominado nuevamente al Premio Altazor en la categoría mejor ejecutante.

### Internacionalización de su carrera
En 2005 funcionó muy cercanamente con el guitarrista argentino Luis Salinas mientras paralelamente sacó su nuevo disco Christian Gálvez Trío, volumen 1 (2005). Posteriormente es nominado al premio Apes por su disco America Luz (2006), caracterizado por su marcada orientación hacia la fusión latinoamericana y el latin jazz. Ese mismo año integró las bandas nacionales que acompañaron conciertos de grandes músicos del jazz fusión como el baterista Billy Cobham y el bajista Stanley Clarke, con quien realizó una larga gira por Europa, Asia y Estados Unidos. En 2007 parte a Los Ángeles en Estados Unidos para formar Parte en la banda de Stanley Clarke. En el mismo año Graba su disco Imaginario, junto a Andrés Pérez Muñoz (saxo tenor), Pablo Menares (contrabajo) y Félix Lecaros (batería). Ahí su bajo eléctrico fue definitivamente un instrumento solista, a través de la técnica de ejecución chormelody. Es ganador del Premio Altazor en la categoría Mejor Disco de Jazz.
Dos años después Gálvez extendió ese proceso creativo con el disco Crisálido (2009), en el que se sumó un segundo bajista, el contrabajista Marcelo Córdova.
Para su siguiente trabajo, Gálvez regresó a sus raíces eléctricas publicando el disco Cinético (2010), un trabajo en lo que se podría denominar como "jazz progresivo". Utilizó un quinteto con el tenorista Claudio Rubio y un trío de jóvenes músicos, que acentuaron los acentos roqueros en la sonoridad: Esteban Zúñiga (teclados), Felipe Catrilef (bajo) y Ronald Báez (batería). No obstante los convocados para le gira a Europa serían Jorge Vera (piano) y el baterista francés Demian Schmidt.

### Academias de Jazz
En el año 2010 funda la Escuela Superior de Jazz en Santiago de Chile. A finales del año 2021 deja la escuela para dedicarse de lleno a Pez Records, su sello discográfico, ampliando este hacia la actividad académica, docente y de investigación musical. Generando diversos talleres, cátedras y convirtiéndose finalmente en Academia Pez Records. A mediados del 2022, junto a Karla Méndez, funda una nueva experiencia académica para un nuevo bloque etario, llamado "Mi Escuelita de las Artes", donde en la actualidad reciben niñas (os) entre 4 y 17 años. El año 2022 gestiona nuevos emprendimientos artísticos: "El Cucurucho Jazz Club" En diciembre de 2022 funda la escuela "Núcleo de Estudios de las Artes y Música de Avanzada" para impartir carreras de música y para la investigación, con sedes en el Canelo del Cajón del Maipo y el Barrio Yungay en Santiago de Chile.

### Gestor Musical
Organiza la visita de grandes nombres del jazz para hacer masterclass, entre ellos Jeff Berlin, Frank Gambale, Scott Henderson, Luis Salinas, Ron Carter, Hadrien Feraud, Dominique DiPiazza. 
También destaca su participación en el trío de cámara de bajistas eléctricos, junto al pionero Ernesto Holman y el fundamental Jorge Campos.

### Concierto sinfónico para bajo y orquesta
En el 2012 estrena su concierto sinfónico para bajo y orquesta, girando por el país con las orquestas juveniles de Copiapó y Temuco, estrenando junto al maestro Guillermo Rifo con la orquesta sinfónica de la universidad de La Serena y participando en el festival de guitarra de Panamá junto a la Orquesta sinfónica Nacional de Panamá.
Durante el 2013 y 2015 forma diversas agrupaciones donde participan con grandes estrellas de jazz, The Masters Of Bass junto a Gary Willis, Dominique Dipiazza y Hadrien Feraud. Además realiza una gira europea y latinoamericana junto a Frank Gambale.
En 2014 presentó el disco Organ Kuartet, con el sonido del órgano Hammond en primera línea junto a Oscar Pizarro en piano y órgano, Agustín Moya en saxo, y Ronald Báez en batería. Más tarde tiene su primera participación como solista en el mítico club de New York Blue Note donde graba CD y DVD en vivo Live at the Blue Note (2015), y posteriormente junto a Cristián Cuturrufo (trompeta), Nelson Arriagada (contrabajo) y Alejandro Espinosa (batería) en el álbum The Chilean Project live at the Blue Note.
En el 2015 se integra a la nuevamente a la banda del legendario Baterista Billy Cobham participando de un tour mundial que incluye la grabación de un álbum en vivo en el legendario club de Londres Ronnie Scott's.
En 2017 grabaría un nuevo disco titulado The Bridge, y más tarde ese año tendría un proyecto poco habitual, llamado Christián Galvez & Ensamble de Cámara Contemporáneo: El Origen del Misterio que fusionaría el jazz con la música clásica contemporánea y la música clásica de India.
En el año 2021 vuelve con nuevo album en estudio, esta vez acompañado del gran saxofonista chileno Marcos Aldana, un joven talento Nahuel Blanco en contrabajo y su Banda habitual junto a Baez y Pizarro, esta vez con invitados de lujo, el compositor y cantante de la India Mahesh y el contrabajista John Patitucci.
Para el 2023 vuelve a integrarse a la banda de Billy Cobham esta vez en el proyecto Spectrum 50 donde hacen un tour mundial celebrando los 50 años de este icónico álbum del jazz fusión.

### Premio Nacional de Música
En 2018 fue ganador del Premio a la Música Nacional Presidente de la República por sus contribuciones a la música popular chilena.

### The Art of Chord Melody
En enero de 2019 viaja a la ciudad de New York para grabar su nuevo álbum solista The Art Of Chordmelody, donde convoca a un grupo de los más grandes Contrabajistas de la Historia contemporánea del Jazz, Ron Carter, Eddie Gomez, John Patitucci, Dave Young, Pat O'Leary y los jóvenes Pablo Menares y Jorge Roeder.

## Discografía

### Solista o líder
- Christian Gálvez (2000 - Bolchevique Records)
- Cero (2002 - Bolchevique Records)
- Dinámica solista (2004 - Pez)
- Christian Gálvez Trío, volumen 1 (2005 - Pez)
- América luz (2006 - Pez)
- Imaginario (2007 - Pez)
- Crisálido (2009 - Pez)
- Cinético (2010 - Pez)
- Imaginario Live (2011 - Pez)
- Concierto sinfónico N° 1 para bajo y orquesta (2012 - Pez) (vinilo en 2019)
- Crisálido Live (2013 - Pez)
- Organ kuartet (2014 - Pez)
- Live at the Blue Note (2015 - Pez)
- The Chilean Project Live at the Blue Note (2016 - Pez)
- Christian Galvez & Ensamble de Camara Contemporáneo, Origen del Misterio (2017 - Pez)
- The Bridge (2017 - Pez)
- Christian Gálvez Trío live at Kozlov Club Moscow (2018 - Pez)
- The Art Of Chormelody (2019 - Pez)
- New Horizons (2022 - Pez)
- Trío Sur (2024 - Pez)
- Leve (2024 - Pez)